# Greg Osby
Greg Osby (San Luis, de Misuri, agosto de 1960) es un saxofonista estadounidense de jazz, ubicado en las corrientes free funk y M-Base.

## Historial
Osby estudió en la Howard University, y en el Berklee College of Music, con Andy McGhee. Tocó en la banda "Jack DeJohnette's Special Edition", y grabó con Steve Coleman, Jim Hall, Gary Thomas y Andrew Hill, entre otros.
Comenzó a grabar álbumes como líder con el sello discográfico JMT Records, en los años 1980, pero sus trabajos más reconocidos los realizó para Blue Note. Como Coleman, a Osby le gusta descubrir e incorporar a nuevos talentos a sus bandas, como hizo con el pianista Jason Moran, que aparece en la mayoría de los discos en directo de Osby en los 90 (incluidos Banned in New York y el experimental Symbols of Light, con banda de cuerdas).
Osby contribuyó en los homenajes al Miles Davis eléctrico, impùlsados por Henry Kaiser y Wadada Leo Smith, con su grupo "Yo Miles". En 2003, tocó con The Dead, que era una reencarnación de The Grateful Dead para una gira norteamericana. También colaboró en diversas formaciones con Phil Lesh and Friends.
Desde 2007, Greg ha sido un activo de la marca de saxofones P. Mauriat, tocando un 67R DK alto y un System 76 DK soprano. Ha sido objetivo de revistas especializadas como Down Beat, JazzTimes y "Saxophone Journal", a lo largo de 2009. actualmente da clases en el departamento de combos de jazz del Berklee College of Music.
Greg fue señalado por el Playboy Magazine como "Jazz Artist of the Year", en la edición de marzo de 2009.

## Discografía
| Título                        | Fecha de grabación | Fecha de publicación | Sello discográfico | Observaciones                                                               |
| ----------------------------- | ------------------ | -------------------- | ------------------ | --------------------------------------------------------------------------- |
| Greg Osby And Sound Theatre   | 05-06/1987 (*)     | 1987                 | JMT                |                                                                             |
| Mindgames                     | 05/1988            | 1988                 | JMT                |                                                                             |
| Seasons Of Renewal            | 07/1989            | 1989                 | JMT                |                                                                             |
| Man-Talk For Moderns Vol. X   | 10-11/1990         | 1991                 | Blue Note          |                                                                             |
| 3D-Lifestyles                 |                    | 1993                 | Blue Note          |                                                                             |
| Black Book                    |                    | 1995                 | Blue Note          |                                                                             |
| Art Forum                     |                    | 1996                 | Blue Note          |                                                                             |
| Further Ado                   |                    | 1997                 | Blue Note          |                                                                             |
| Zero                          | 01/1998            | 1998                 | Blue Note          |                                                                             |
| Banned in New York            |                    | 1998                 | Blue Note          | En vivo                                                                     |
| Friendly Fire]]               | 12/1998            | 1999                 | Blue Note          | Con Joe Lovano                                                              |
| New Directions                | 05/1999            | 2000                 | Blue Note          | Con Stefon Harris, Jason Moran, Mark Shim                                   |
| The Invisible Hand            | 09/1999            | 2000                 | Blue Note          | Con Gary Thomas, Andrew Hill, Jim Hall, Scott Colley, Terri Lyne Carrington |
| Symbols Of Light (A Solution) | 01/2001            | 2001                 | Blue Note          |                                                                             |
| Inner Circle                  | 04/1999            | 2002                 | Blue Note          |                                                                             |
| St. Louis Shoes               | 01/2003            | 2003                 | Blue Note          |                                                                             |
| Public                        | 01/2004            | 2004                 | Blue Note          | En vivo                                                                     |
| Channel Three                 | 02/2005            | 2005                 | Blue Note          |                                                                             |
| 9 Levels                      | 08/2008            | 2008                 | Inner Circle Music |                                                                             |